# Židovský hřbitov v Boskovicích
Židovský hřbitov v Boskovicích patří mezi největší a nejcennější židovské hřbitovy v České republice. Byl podle všeho založen nejpozději v 16. století.
Hřbitov se nachází asi 800 m jihozápadně od Masarykova náměstí a zdejšího Židovského města na severozápadním úpatí hradního vrchu. Na rozloze 14 528 metrů čtverečních se zde rozkládá přibližně 2500 náhrobků (macev). Celý hřbitov je obehnán zdí a v areálu rostou stromy.
Do areálu vedou dvě brány, první je pro veřejnost a druhou, která se nachází o něco výše a je směřována k centru města, vjížděly pohřební vozy. Od první brány vedou schody k obřadní síni postavené v roce 1763, z níž se zachovalo jen postranní zdivo s kamennou deskou na níž je text modlitby za mrtvé Kadiš. . Nejstarší náhrobky pocházejí z 2. poloviny 17. století, přičemž ten úplně nejstarší je datován rokem 1670.
V letech 1984 - 1989 se o památku starala ve spolupráci z Židovskou náboženskou obcí v Brně místní skupina mladých pod názvem Asociace mladých ochránců historických památek a pan Jaroslav Colbert.
Podle informací České televize byla ke konci listopadu 2015 ukončena rekonstrukce márnice.
Zdejším poutním místem je hrob rabína Samuela Ha-Leviho Kolina, mj. autora komentářového díla Machacit ha-šekel. Na místě původní zerodované macevy byla v roce 2000 za finanční pomoci donátorů z USA osazena nová obsahující stručné údaje o Rebem. 
V roce 1922 zde byl odhalen secesní památník vojákům padlým v 1. světové válce. Jeho autorem je Josef Obeth.
Boskovická židovská komunita přestala existovat v roce 1940.

## Fotogalerie

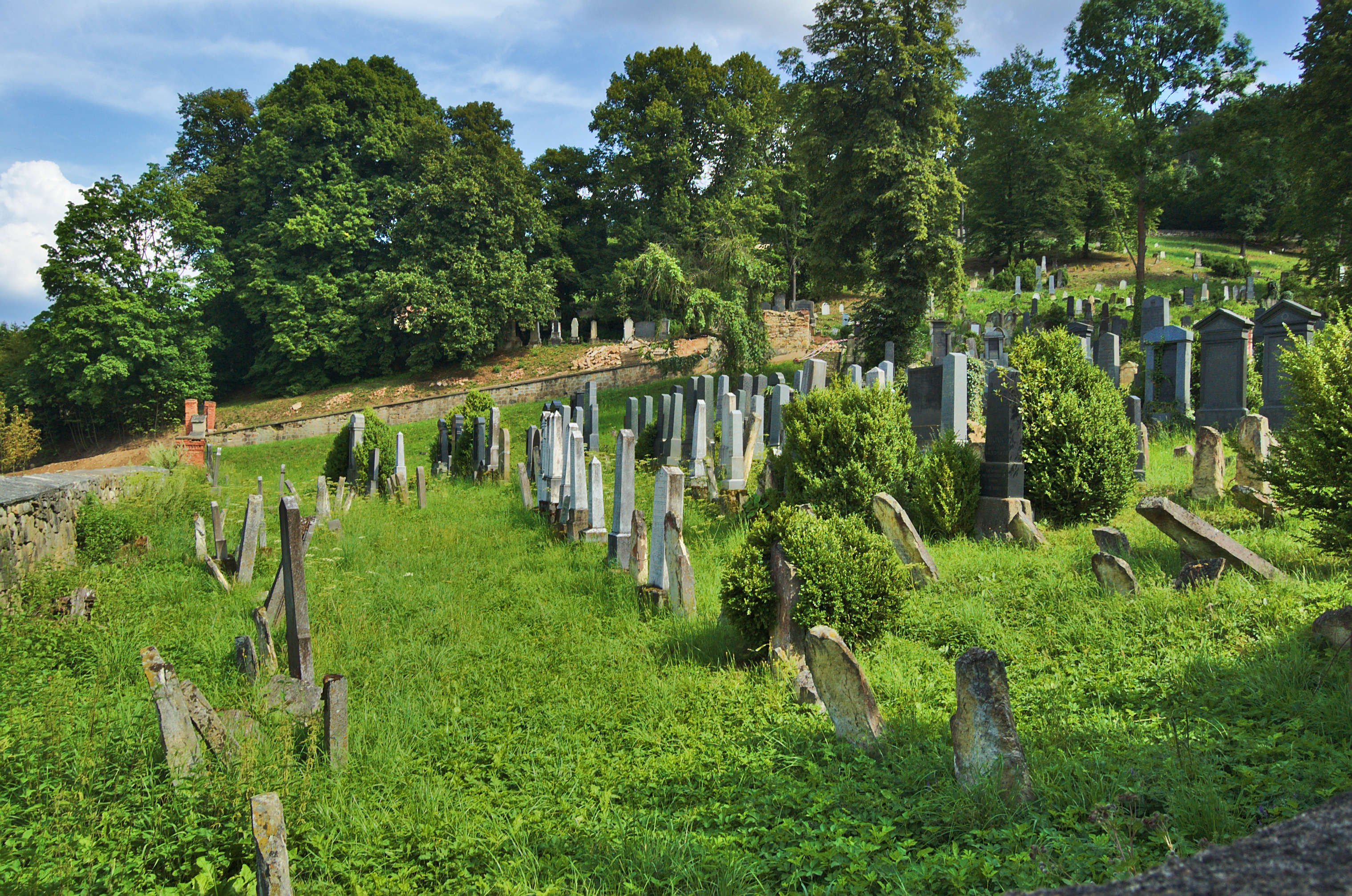
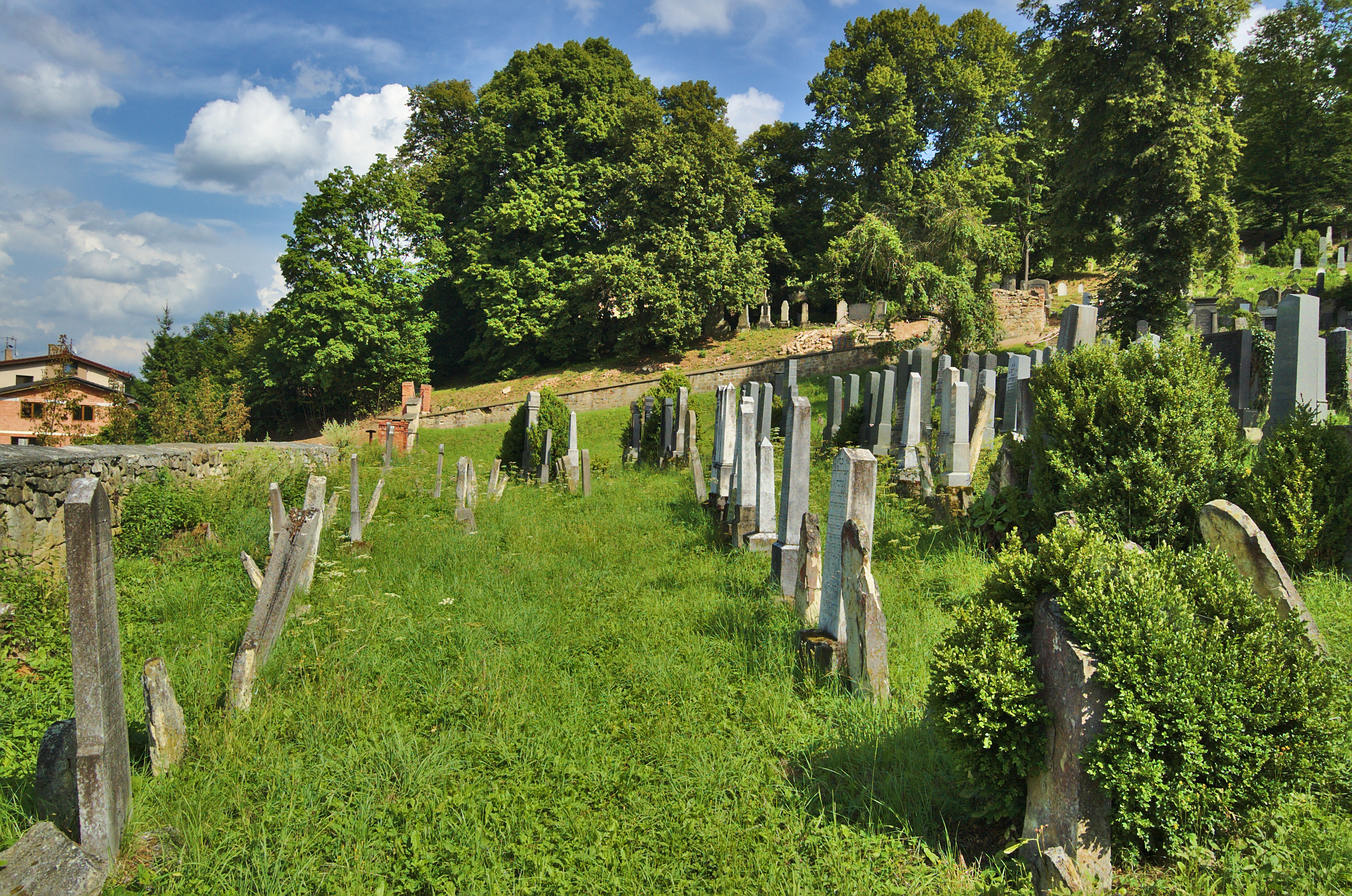
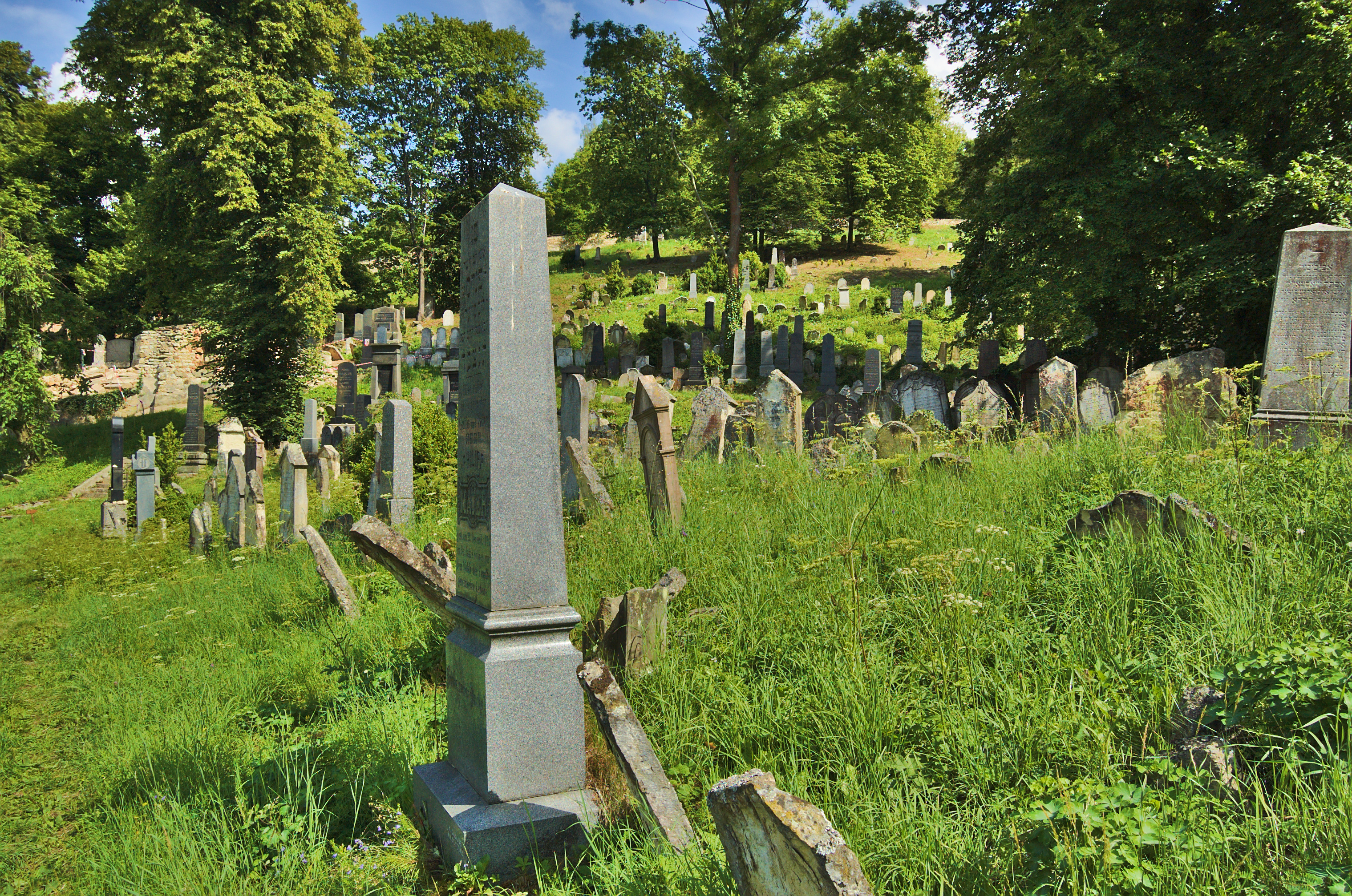
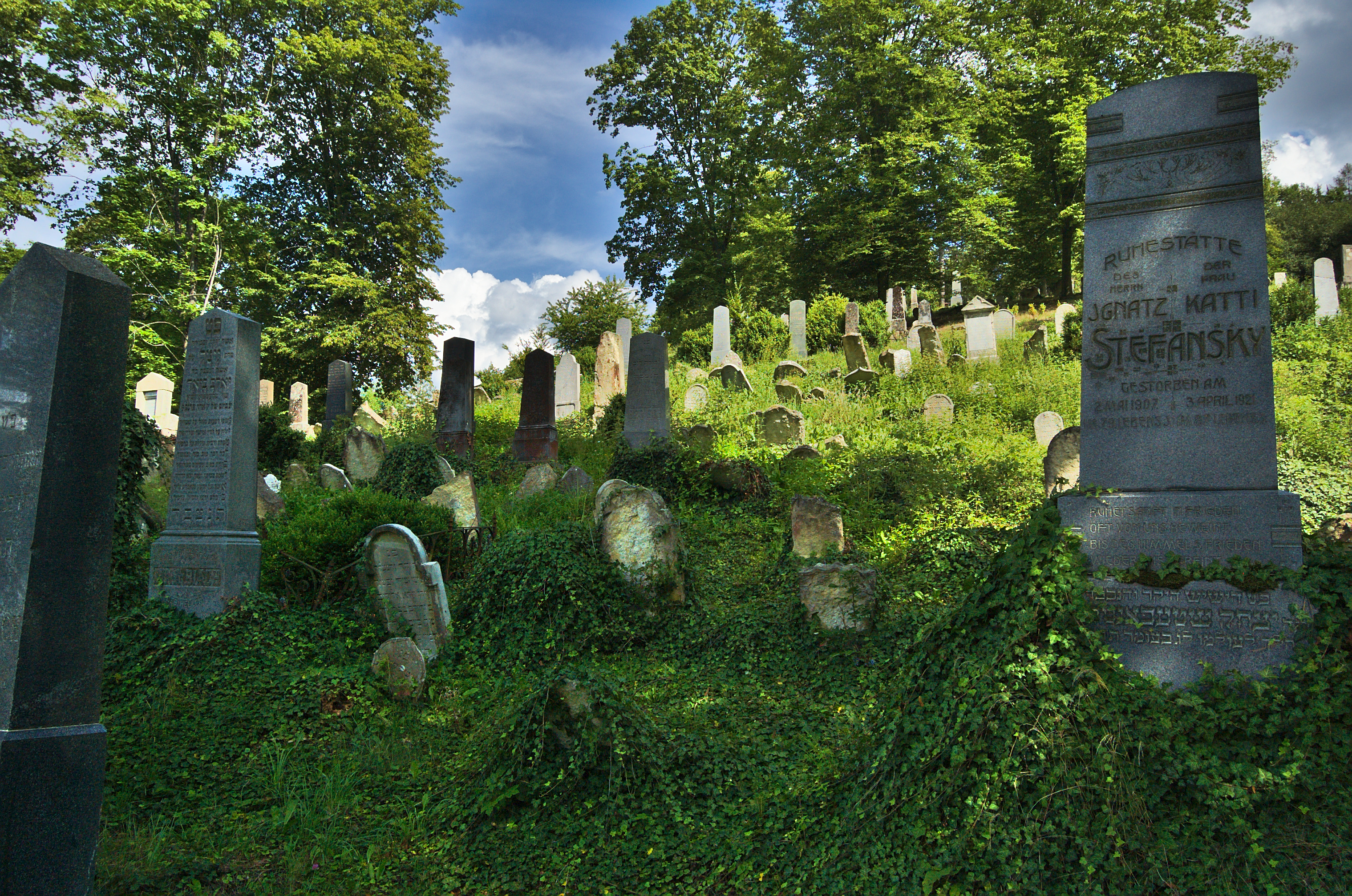
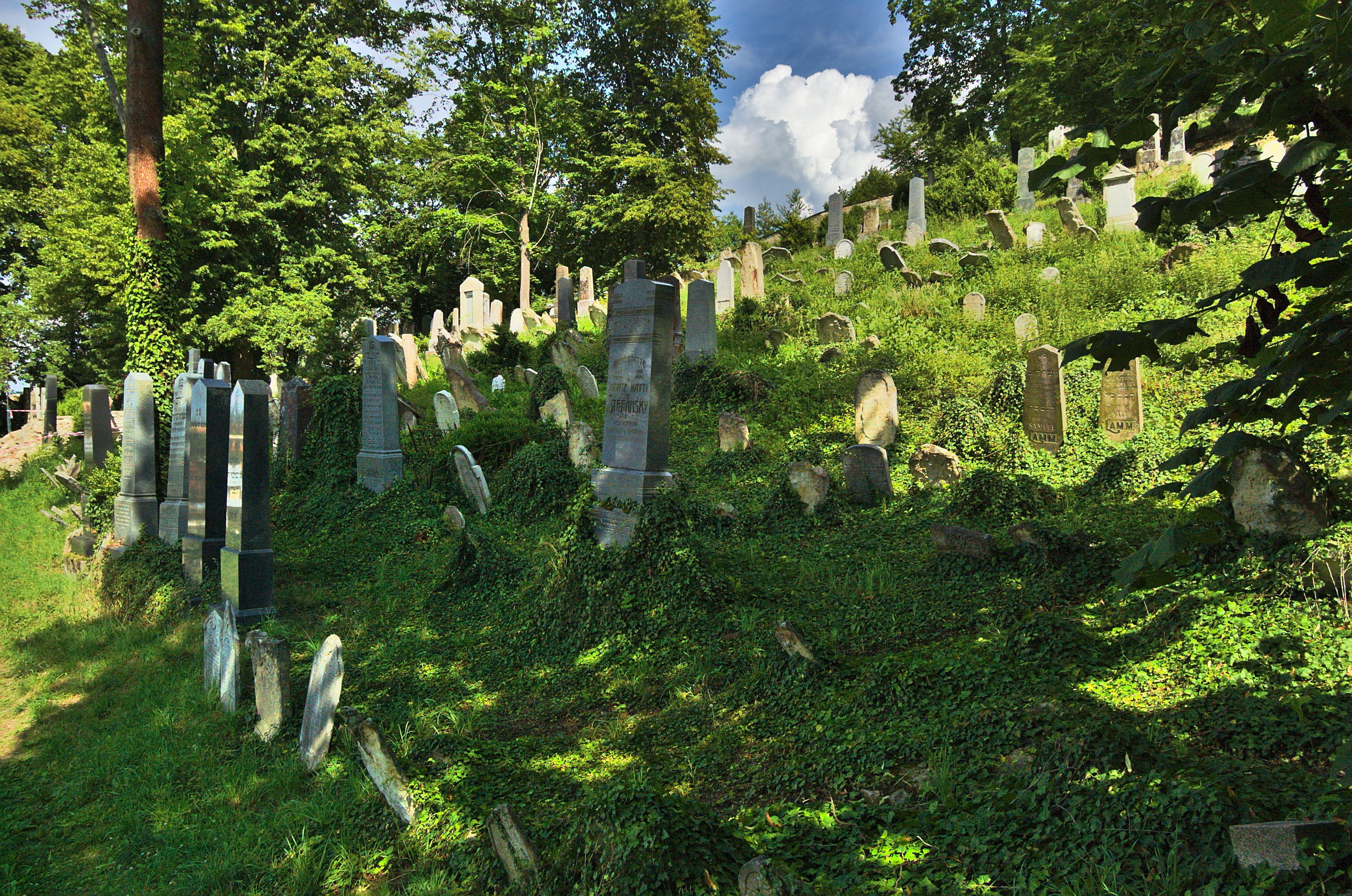
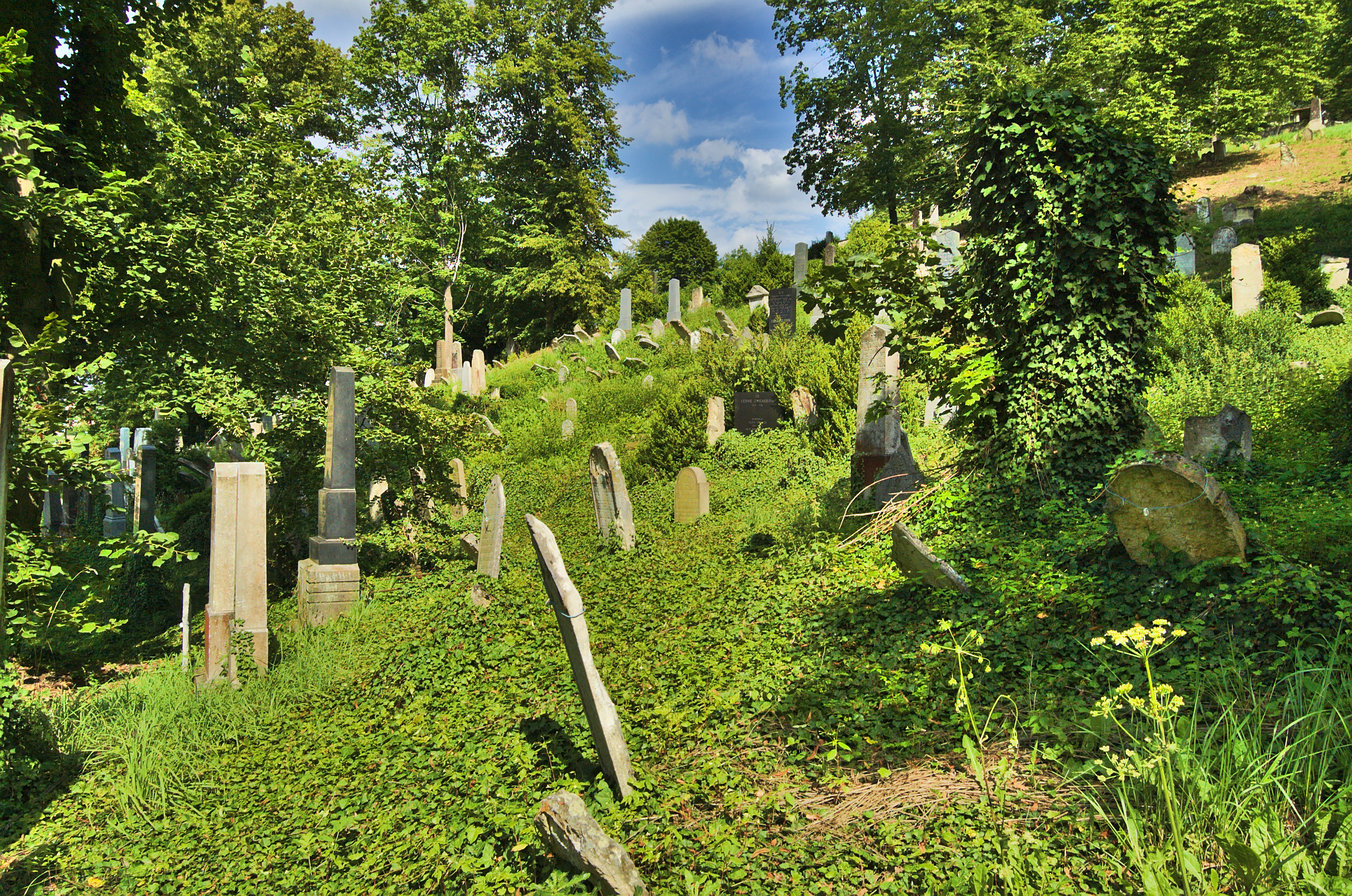
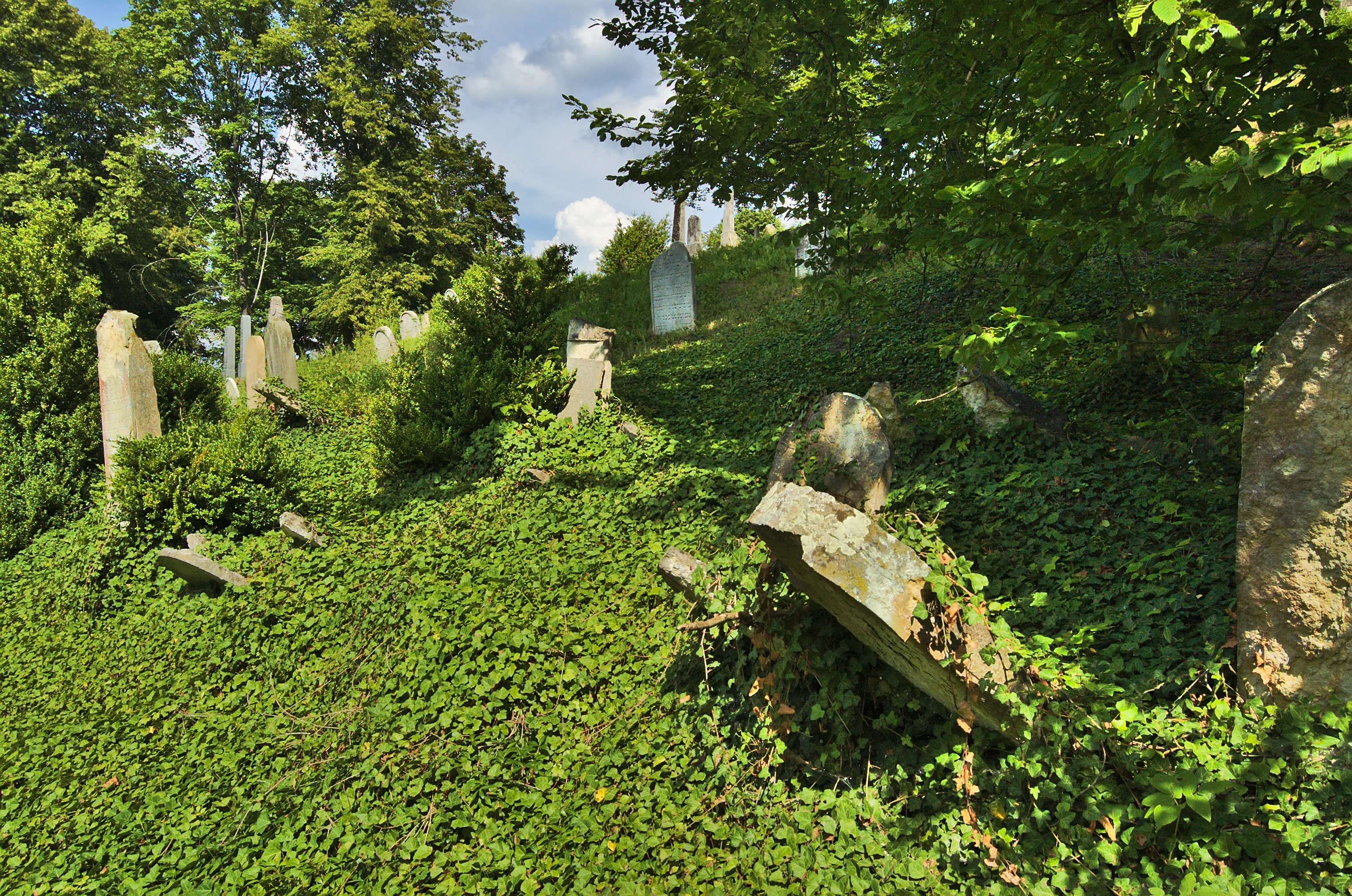
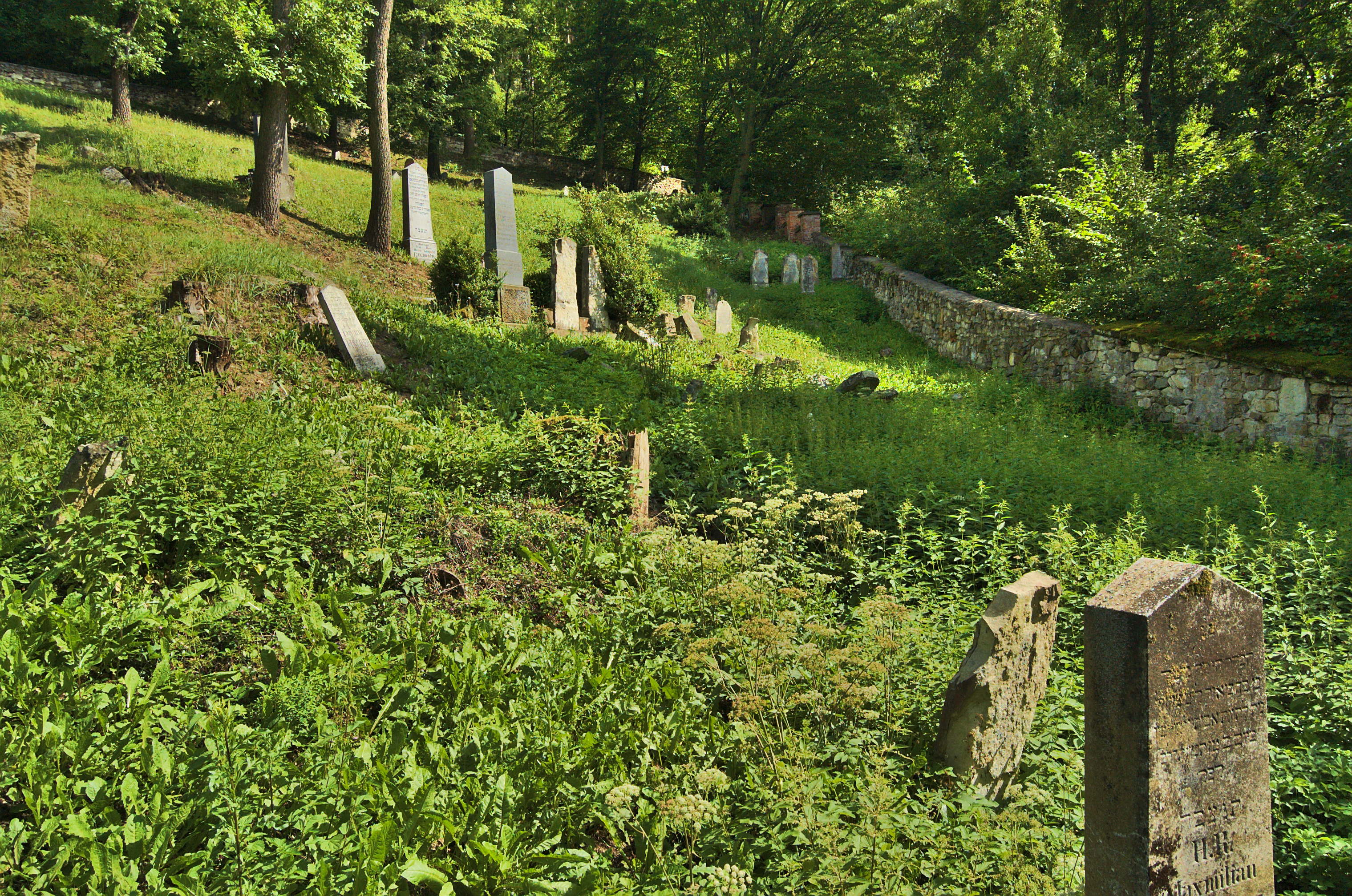
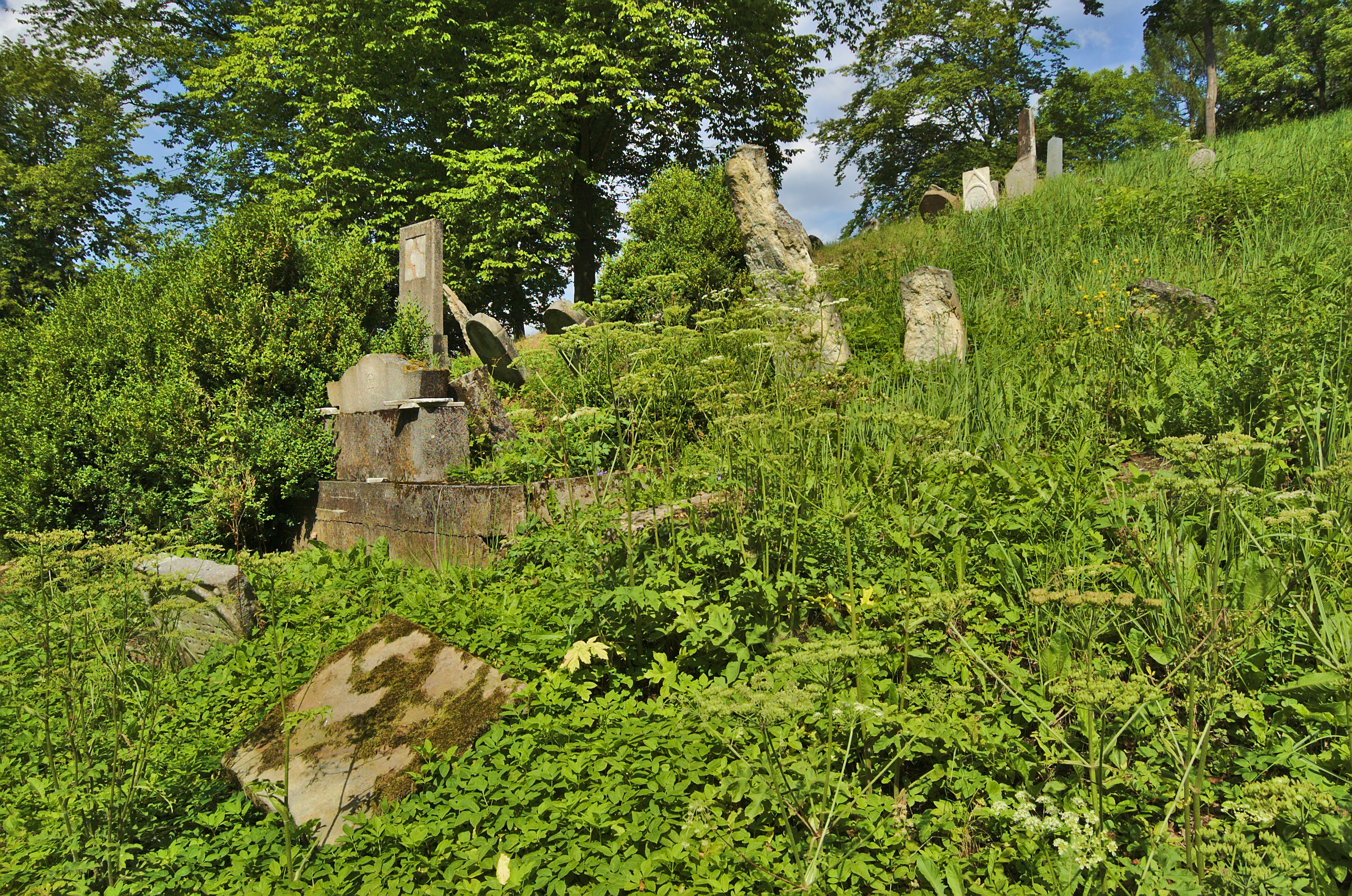
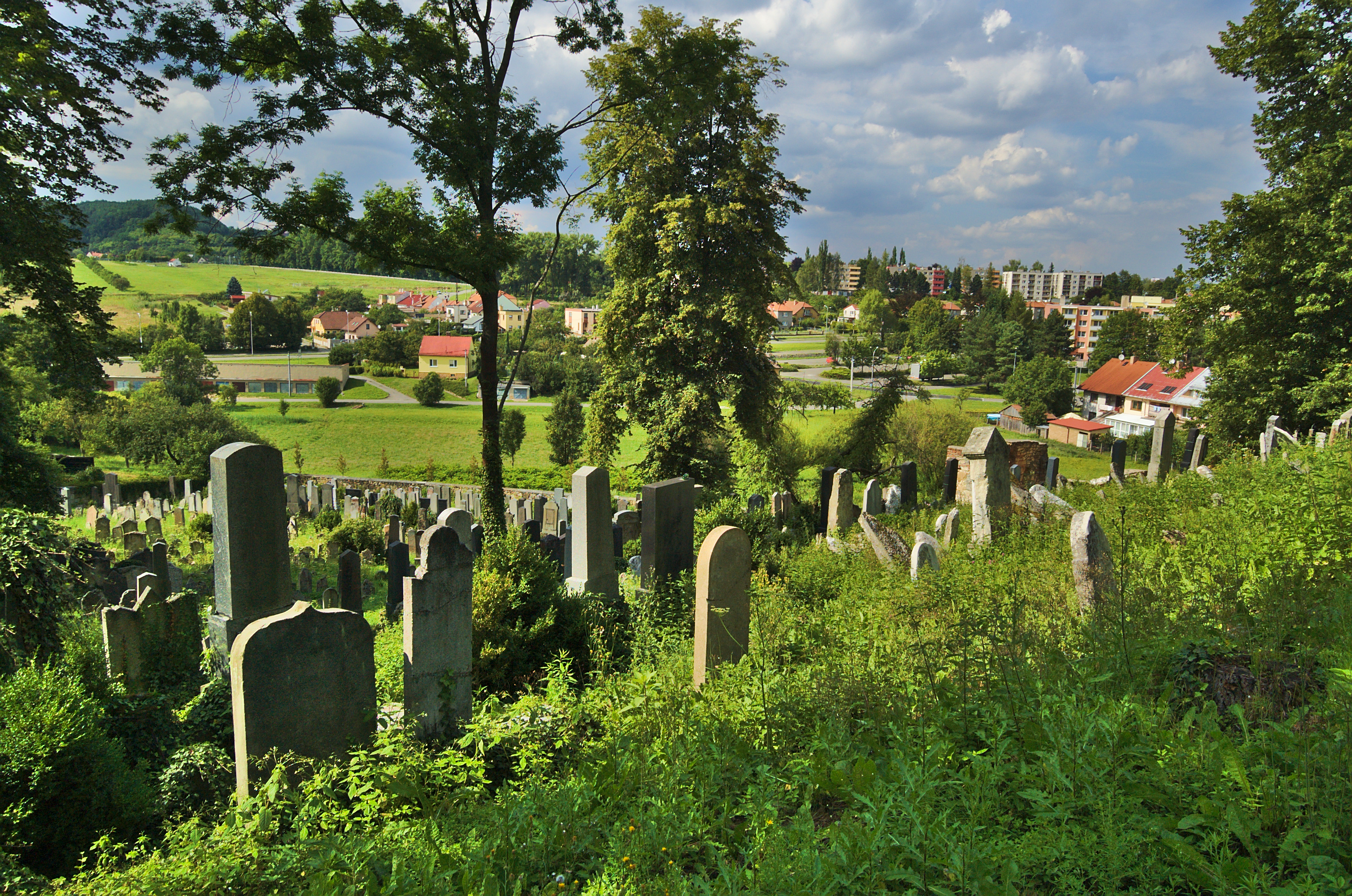
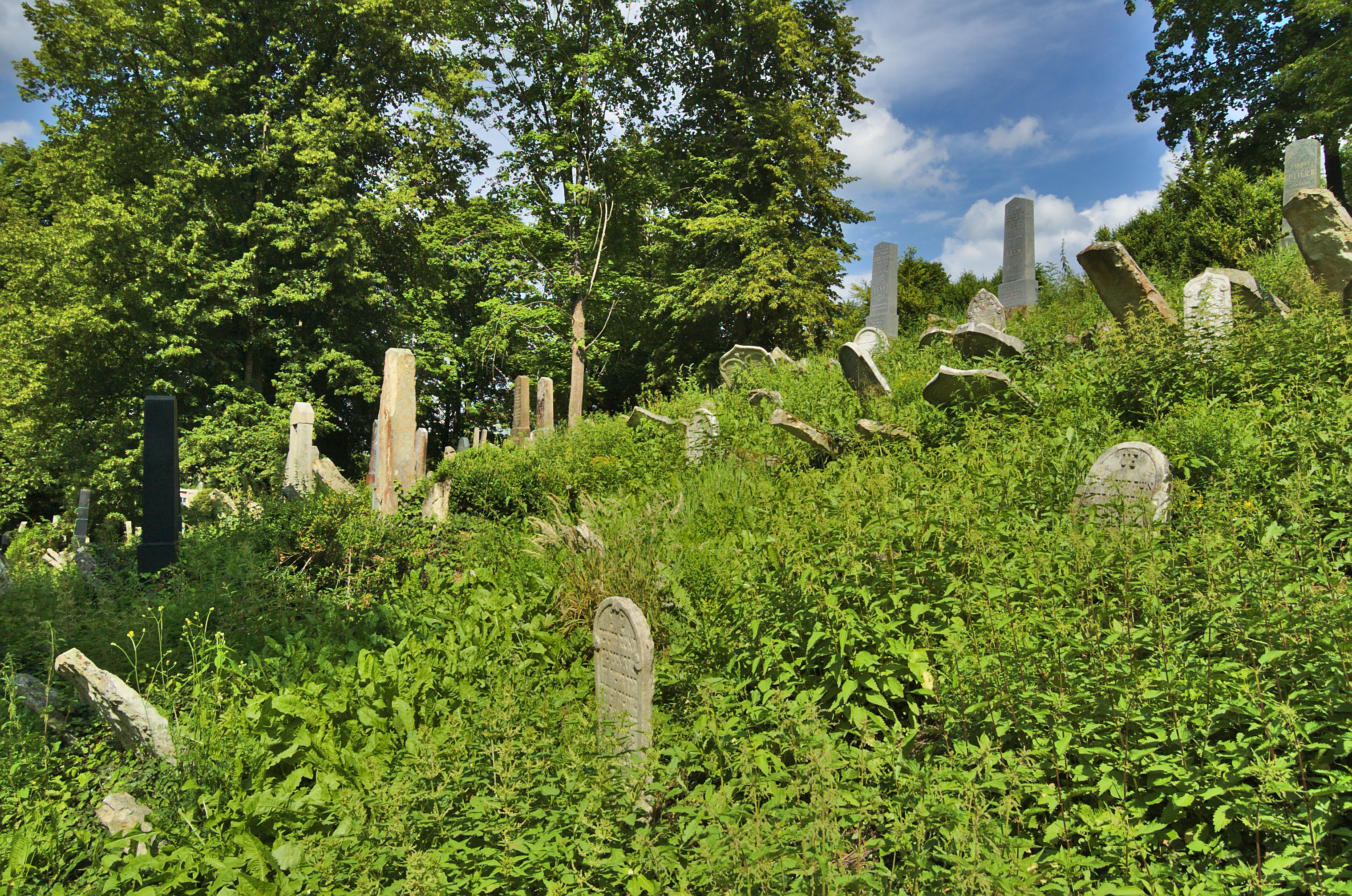
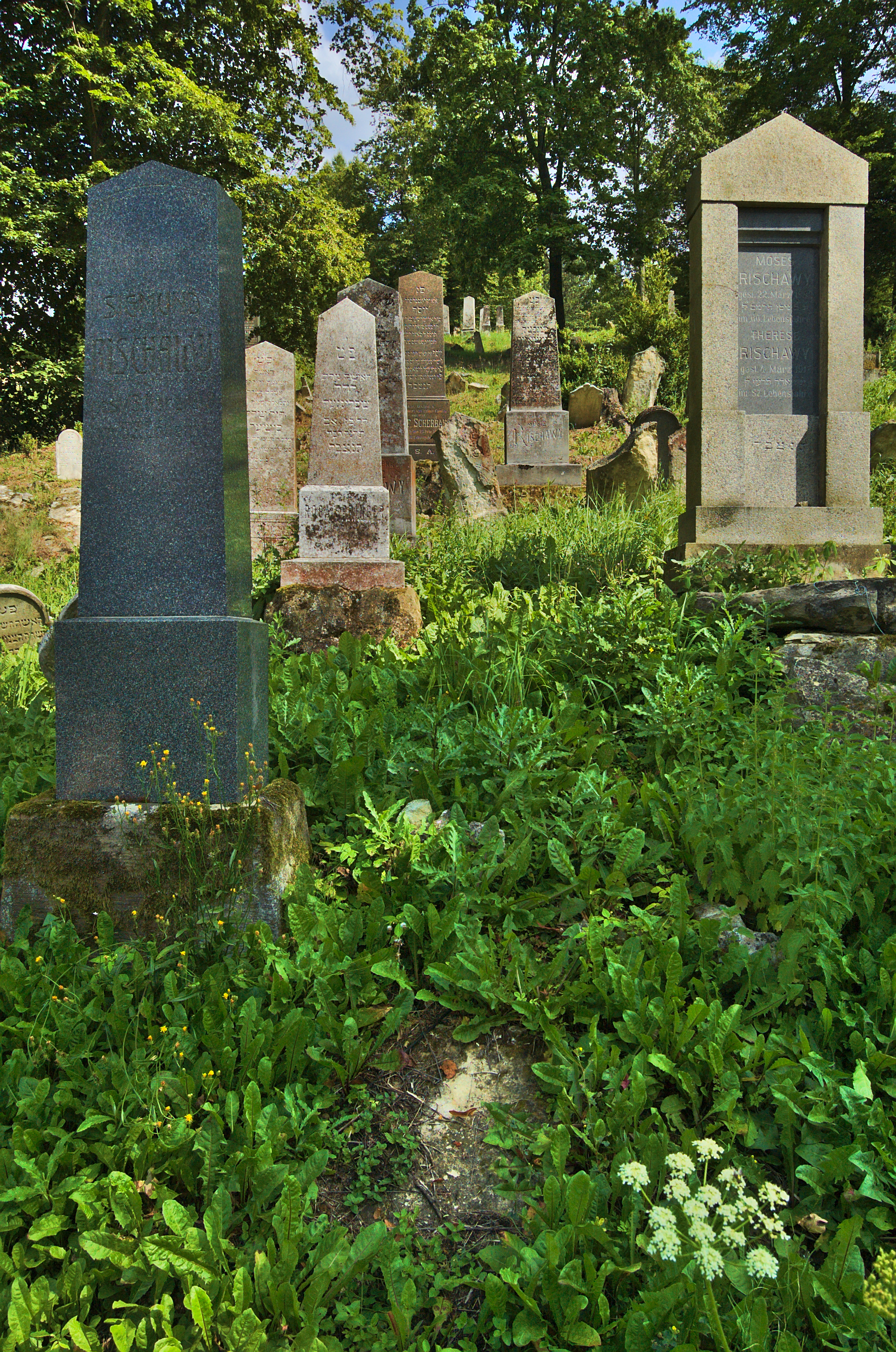
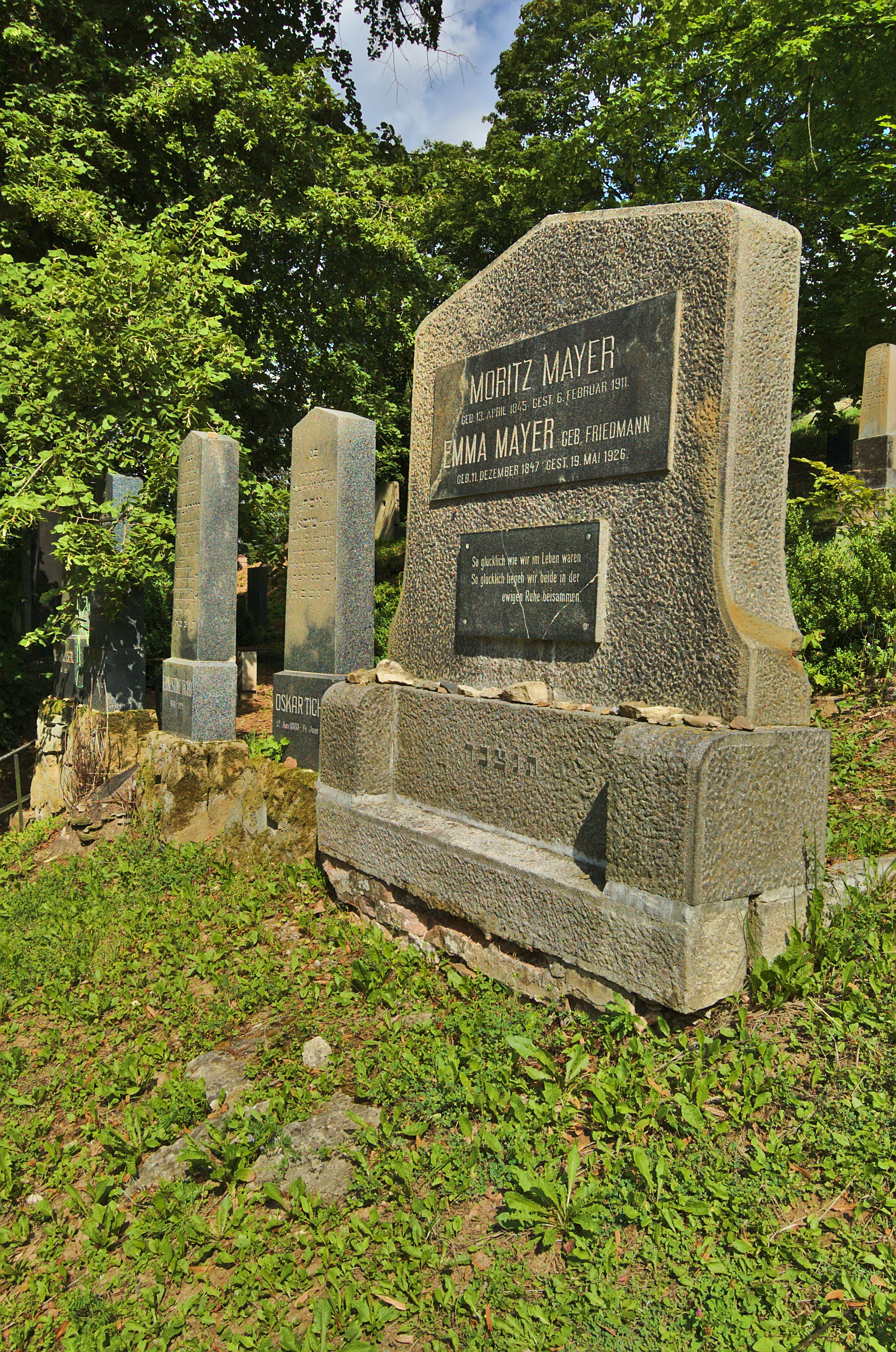